# Unione Volley Montecchio Maggiore 2021-2022
Questa voce raccoglie le informazioni riguardanti l'Unione Volley Montecchio Maggiore nelle competizioni ufficiali della stagione 2021-2022.

## Stagione
Nella stagione 2021-22 l'Unione Volley Montecchio Maggiore assume la denominazione sponsorizzata di Ipag Sorelle Ramonda Montecchio.
Partecipa per la quinta volta alla Serie A2; chiude il girone B della regular season di campionato al quinto posto in classifica, qualificandosi per i play-off promozione, dove viene eliminata agli ottavi di finale dalla Futura Giovani.
Grazie al quarto posto in classifica al termine del girone di andata della regular season partecipa alla Coppa Italia di Serie A2 dove viene eliminata negli ottavi di finale dall'Academy Sassuolo.

## Organigramma
Area direttiva
- Presidente: Carla Burato
- Presidente onorario: Enilo Ziggiotto
- Vice presidente: Fabio Maraia
- Direttore generale: Annalisa Zanellati
- Direttore sportivo: Fausto Calzolari
- Scout man: Simone Maurilli
- Addetto agli arbitri: Franco Bertacco

Area tecnica
- Allenatore: Daris Amadio
- Allenatore in seconda: Marco De Nigris (fino al 4 novembre 2021), Mario Fangareggi (dal 5 novembre 2021)

Area marketing
- Responsabile marketing: Carla Burato

Area comunicazione
- Addetto stampa: Chiara Maccani
- Responsabile social: Licia Maraia
- Speaker: Renato Massella

Area sanitaria
- Medico: Nicholas Santarosa
- Fisioterapista: Alessandro Paiolo
- Massaggiatore: Gianfranco Baldin

## Rosa
| N° | Nome                 | Ruolo | Data di nascita | Nazionalità sportiva |
| -- | -------------------- | ----- | --------------- | -------------------- |
| 2  | Bianca Orlandi       | S     | 26 aprile 2003  | Italia               |
| 3  | Cristina Fiorio      | S     | 18 marzo 1997   | Italia               |
| 4  | Molly Haggerty       | S     | 4 dicembre 1997 | Stati Uniti          |
| 4  | Ivana Jeremić        | S     | 22 ottobre 1997 | Serbia               |
| 5  | Sara Muraro          | O     | 2 gennaio 2002  | Italia               |
| 6  | Alessandra Mistretta | L     | 5 febbraio 2002 | Italia               |
| 7  | Matilde Frigerio     | C     | 3 febbraio 2002 | Italia               |
| 8  | Valentina Bartolucci | P     | 20 maggio 2003  | Italia               |
| 9  | Giorgia Mazzon       | O     | 17 agosto 1998  | Italia               |
| 12 | Francesca Magazza    | S     | 12 marzo 2002   | Italia               |
| 13 | Margherita Brandi    | C     | 18 ottobre 2002 | Italia               |
| 14 | Laura Bortoli        | P     | 9 gennaio 1996  | Italia               |
| 17 | Denise Meli          | C     | 9 aprile 2001   | Italia               |

## Mercato
| Acquisti | Acquisti             | Acquisti             | Acquisti   |
| R.       | Nome                 | da                   | Modalità   |
| -------- | -------------------- | -------------------- | ---------- |
| P        | Valentina Bartolucci | AGIL                 | definitivo |
| P        | Laura Bortoli        | Soverato             | definitivo |
| S        | Cristina Fiorio      | Libertas Martignacco | definitivo |
| C        | Matilde Frigerio     | AGIL                 | definitivo |
| S        | Molly Haggerty       | Wisconsin            | definitivo |
| S        | Ivana Jeremić        | Chamalières          | definitivo |
| S        | Francesca Magazza    | Academy Sassuolo     | definitivo |
| O        | Giorgia Mazzon       | Marsala              | definitivo |
| C        | Denise Meli          | Soverato             | definitivo |
| L        | Alessandra Mistretta | Marsala              | definitivo |
| O        | Sara Muraro          | Antares              | definitivo |
| S        | Bianca Orlandi       | AGIL                 | definitivo |

| Cessioni | Cessioni            | Cessioni        | Cessioni   |
| R.       | Nome                | a               | Modalità   |
| -------- | ------------------- | --------------- | ---------- |
| C        | Benedetta Bartolini | Savino Del Bene | definitivo |
| S        | Giulia Bastianello  | Orgiano         | definitivo |
| S        | Valeria Battista    | UYBA            | definitivo |
| C        | Laura Bovo          | Talmassons      | definitivo |
| S        | Emma Cagnin         | Bergamo 1991    | definitivo |
| S        | Clara Canton        | Noventa         | definitivo |
| S        | Clarissa Covino     | Castelfranco    | definitivo |
| S        | Molly Haggerty      | -               | ritirata   |
| L        | Lucia Imperiali     | AGIL            | definitivo |
| O        | Linda Mangani       | Casalmaggiore   | definitivo |
| S        | Isabella Monaco     | Amando          | definitivo |
| P        | Margherita Rosso    | Don Colleoni    | definitivo |
| P        | Chiara Scacchetti   | Marsala         | definitivo |

## Risultati

### Serie A2

#### Girone di andata
| 1ª Giornata - 10 ottobre 2021 PalaCollodi, Montecchio Maggiore              | Montecchio Maggiore  | 2 - 3 | Mondovì             | 25-20, 19-25, 25-21, 23-25, 9-15 |
| 2ª Giornata - 17 ottobre 2021 Palasport Città di Vicenza, Vicenza           | Vicenza              | 1 - 3 | Montecchio Maggiore | 25-23, 22-25, 24-26, 21-25       |
| 3ª Giornata - 24 ottobre 2021 PalaCollodi, Montecchio Maggiore              | Montecchio Maggiore  | 3 - 0 | Modica              | 25-23, 25-20, 25-16              |
| 4ª Giornata - 31 ottobre 2021 PalaFrancescucci, Casnate con Bernate         | Alba                 | 2 - 3 | Montecchio Maggiore | 25-13, 23-25, 17-25, 25-17, 7-15 |
| 5ª Giornata - 3 novembre 2021 PalaCollodi, Montecchio Maggiore              | Montecchio Maggiore  | 3 - 0 | Sicilia             | 25-21, 25-21, 25-20              |
| 7ª Giornata - 14 novembre 2021 PalaCollodi, Montecchio Maggiore             | Montecchio Maggiore  | 3 - 1 | Soverato            | 27-25, 25-20, 28-30, 25-23       |
| 8ª Giornata - 17 novembre 2021 Palazzetto dello Sport, Martignacco          | Libertas Martignacco | 1 - 3 | Montecchio Maggiore | 29-31, 25-17, 16-25, 20-25       |
| 9ª Giornata - 21 novembre 2021 Palazzetto dello Sport, Villafranca Piemonte | Pinerolo             | 3 - 0 | Montecchio Maggiore | 25-11, 25-16, 25-12              |
| 10ª Giornata - 28 novembre 2021 PalaCollodi, Montecchio Maggiore            | Montecchio Maggiore  | 1 - 3 | Talmassons          | 23-25, 13-25, 25-23, 18-25       |
| 11ª Giornata - 4 dicembre 2021 Centro Pavesi, Milano                        | Club Italia          | 3 - 0 | Montecchio Maggiore | 25-22, 25-17, 25-21              |

#### Girone di ritorno
| 12ª Giornata - 19 dicembre 2021 PalaManera, Mondovì                    | Mondovì             | 1 - 3 | Montecchio Maggiore  | 25-20, 26-28, 15-25, 22-25        |
| 13ª Giornata - 26 dicembre 2021 PalaCollodi, Montecchio Maggiore       | Montecchio Maggiore | 3 - 0 | Vicenza              | 25-22, 25-17, 25-23               |
| 14ª Giornata - 26 gennaio 2022 PalaRizza, Modica                       | Modica              | 1 - 3 | Montecchio Maggiore  | 25-22, 22-25, 15-25, 13-25        |
| 15ª Giornata - 16 gennaio 2022 PalaCollodi, Montecchio Maggiore        | Montecchio Maggiore | 1 - 3 | Alba                 | 16-25, 23-25, 25-22, 23-25        |
| 16ª Giornata - 23 gennaio 2022 PalaCatania, Catania                    | Sicilia             | 2 - 3 | Montecchio Maggiore  | 25-16, 25-21, 23-25, 17-25, 15-17 |
| 18ª Giornata - 6 febbraio 2022 PalaScoppa, Soverato                    | Soverato            | 3 - 2 | Montecchio Maggiore  | 18-25, 25-22, 21-25, 25-20, 16-14 |
| 19ª Giornata - 13 febbraio 2022 PalaCollodi, Montecchio Maggiore       | Montecchio Maggiore | 3 - 2 | Libertas Martignacco | 35-33, 25-19, 29-31, 19-25, 15-12 |
| 20ª Giornata - 20 febbraio 2022 PalaCollodi, Montecchio Maggiore       | Montecchio Maggiore | 0 - 3 | Pinerolo             | 18-25, 13-25, 18-25               |
| 21ª Giornata - 9 marzo 2022 Palazzetto dello Sport, Lignano Sabbiadoro | Talmassons          | 3 - 0 | Montecchio Maggiore  | 25-17, 29-27, 25-21               |
| 22ª Giornata - 6 marzo 2022 PalaCollodi, Montecchio Maggiore           | Montecchio Maggiore | 3 - 0 | Club Italia          | 25-15, 25-21, 25-21               |

#### Play-off promozione
| Ottavi di finale (gara 1) - 20 marzo 2022 PalaBorsani, Castellanza         | Futura Giovani      | 3 - 0 | Montecchio Maggiore | 25-20, 25-20, 25-21               |
| Ottavi di finale (gara 2) - 23 marzo 2022 PalaCollodi, Montecchio Maggiore | Montecchio Maggiore | 2 - 3 | Futura Giovani      | 23-25, 23-25, 26-24, 25-17, 13-15 |

### Coppa Italia di Serie A2
| Ottavi di finale - 11 dicembre 2021 PalaCollodi, Montecchio Maggiore | Montecchio Maggiore | 2 - 3 | Academy Sassuolo | 9-25, 25-16, 25-27, 25-15, 13-15 |

## Statistiche

### Statistiche di squadra
| Competizione             | Punti | In casa | In casa | In casa | In trasferta | In trasferta | In trasferta | Totale | Totale | Totale |
| Competizione             | Punti | G       | V       | P       | G            | V            | P            | G      | V      | P      |
| ------------------------ | ----- | ------- | ------- | ------- | ------------ | ------------ | ------------ | ------ | ------ | ------ |
| Serie A2                 | 35    | 11      | 6       | 5       | 11           | 6            | 5            | 22     | 12     | 10     |
| Coppa Italia di Serie A2 | -     | 1       | 0       | 1       | 0            | 0            | 0            | 1      | 0      | 1      |
| Totale                   | -     | 12      | 6       | 6       | 11           | 6            | 5            | 23     | 12     | 11     |

G = partite giocate; V = partite vinte; P = partite perse 

### Statistiche dei giocatori
| Giocatore     | Serie A2 | Serie A2 | Serie A2 | Serie A2 | Serie A2 | Coppa Italia di Serie A2 | Coppa Italia di Serie A2 | Coppa Italia di Serie A2 | Coppa Italia di Serie A2 | Coppa Italia di Serie A2 | Totale | Totale | Totale | Totale | Totale |
| Giocatore     | P        | PT       | AV       | MV       | BV       | P                        | PT                       | AV                       | MV                       | BV                       | P      | PT     | AV     | MV     | BV     |
| ------------- | -------- | -------- | -------- | -------- | -------- | ------------------------ | ------------------------ | ------------------------ | ------------------------ | ------------------------ | ------ | ------ | ------ | ------ | ------ |
| V. Bartolucci | 22       | 42       | 28       | 11       | 3        | 1                        | 2                        | 2                        | 0                        | 0                        | 23     | 44     | 30     | 11     | 3      |
| L. Bortoli    | 12       | 20       | 11       | 6        | 3        | 0                        | 0                        | 0                        | 0                        | 0                        | 12     | 20     | 11     | 6      | 3      |
| M. Brandi     | 22       | 86       | 66       | 14       | 6        | 1                        | 7                        | 5                        | 0                        | 2                        | 23     | 93     | 71     | 14     | 8      |
| C. Fiorio     | 20       | 287      | 242      | 29       | 16       | 1                        | 10                       | 6                        | 4                        | 0                        | 21     | 297    | 248    | 33     | 16     |
| M. Frigerio   | 17       | 58       | 30       | 18       | 10       | 1                        | 1                        | 0                        | 1                        | 0                        | 18     | 59     | 30     | 19     | 10     |
| M. Haggerty   | 0        | 0        | 0        | 0        | 0        | -                        | -                        | -                        | -                        | -                        | 0      | 0      | 0      | 0      | 0      |
| I. Jeremić    | 12       | 105      | 89       | 14       | 2        | 0                        | 0                        | 0                        | 0                        | 0                        | 12     | 105    | 89     | 14     | 2      |
| F. Magazza    | 14       | 120      | 110      | 7        | 3        | 1                        | 1                        | 1                        | 0                        | 0                        | 15     | 121    | 111    | 7      | 3      |
| G. Mazzon     | 15       | 256      | 231      | 14       | 11       | 1                        | 27                       | 24                       | 1                        | 2                        | 16     | 283    | 255    | 15     | 13     |
| D. Meli       | 21       | 192      | 134      | 48       | 10       | 1                        | 6                        | 5                        | 1                        | 0                        | 22     | 198    | 139    | 49     | 10     |
| A. Mistretta  | 22       | 0        | 0        | 0        | 0        | 1                        | 0                        | 0                        | 0                        | 0                        | 23     | 0      | 0      | 0      | 0      |
| S. Muraro     | 20       | 15       | 10       | 1        | 4        | 1                        | 0                        | 0                        | 0                        | 0                        | 21     | 15     | 10     | 1      | 4      |
| B. Orlandi    | 20       | 159      | 137      | 8        | 14       | 1                        | 12                       | 9                        | 1                        | 2                        | 21     | 171    | 146    | 9      | 16     |

P = presenze; PT = punti totali; AV = attacchi vincenti; MV = muri vincenti; BV = battute vincenti